# Yusuf Zuaiyin
Yusuf Zuaiyin (en arabe يوسف زعيّـن), né le 17 novembre 1931 à Al-Bukamal et mort le 10 janvier 2016 à Stockholm (Suède), est un homme politique syrien. 
Membre du parti Baas, il est premier ministre en 1965, puis de 1966 à 1968.